# Jagnjenica
Jagnjenica (serbisch-kyrillisch Јагњеница, albanisch auch Jagnjenicë) ist ein Dorf in der Gemeinde Zubin Potok im Norden des Kosovo. Es liegt etwa zehn Kilometer westlich von Mitrovica. Die Einwohnerzahl wurde 2009 auf 88 geschätzt.

## Geschichte
Am 20. Oktober 2011 räumte die KFOR im Zuge des Zollkonflikts zwischen Serbien und Kosovo in Jagnjenica einen von drei schweren Lastwagen, die den Zugang zum Grenzübergang Brnjak blockierten. Dabei wurde auch Tränengas eingesetzt.
Am 28. November wurden zwei Soldaten der KFOR bei der Räumung einer Sperre in Jagnjenica durch Schüsse leicht verwundet. Bei der zunächst erfolgreichen Räumung setzte die KFOR Tränengas und Gummigeschosse ein. Später eskalierte die Situation und die KFOR-Soldaten wurden mit Sturmgewehren, einer Handgranate, Feuerwerkskörper, Molotowcocktails, Steinen und Dachlatten angegriffen, worauf Warnschüsse abgegeben wurden. Um 20:00 Uhr Abends kam es außerdem noch zu Brandstiftungen an zwei Zelten. Insgesamt wurden bei den Kämpfen an dem Tag 23 Soldaten verwundet, darunter auch der deutsche Kommandeur Oberstleutnant Klaus Glaab. Ein österreichischer KFOR-Soldat wurde zwischenzeitlich in ein künstliches Koma versetzt. Es meldeten sich außerdem 30 verletzte Zivilisten. Auch am Tag darauf, dem 29. November, standen sich Demonstranten und Soldaten in Jagnjenica gegenüber. Der Tag verlief aber ohne größere Zwischenfälle. Der österreichische Verteidigungsminister Norbert Darabos bezeichnete die gewalttätigen Demonstranten als „Hooligans und Söldner“, die nicht zur Lokalbevölkerung zählten und von Unbekannten nach Jagnjenica geschickt wurden. Er schloss einen Zusammenhang mit der serbischen Regierung explizit aus. Aufgrund des Vorfalls sollen die KFOR Einheiten im Norden des Landes am 30. November um 120 Mann verstärkt werden.